# Priedmiedgorskij
Priedmiedgorskij (ros. Предмедгорский) – stacja kolejowa w lasach, w rejonie miedwieżjegorskim, w Karelii, w Rosji. Położona jest na linii Wołchow - Murmańsk, w oddaleniu od osad ludzkich.
Od stacji odchodziła ślepa linia do stacji Prionieżskaja (obecnie zlikwidowana).